# Colluricincla
Colluricincla là một chi chim trong họ Pachycephalidae.

## Các loài
- Colluricincla tenebrosa (Rothschild, 1911)
- Colluricincla megarhyncha (Quoy & Gaimard, 1830)
- Colluricincla woodwardi Hartert, 1905
- Colluricincla boweri Ramsay, 1885
- Colluricincla harmonica (Latham, 1801)